# 新・仁義なき戦い/そしてその映画音楽
『新・仁義なき戦い/そしてその映画音楽』（しん・じんぎなきたたかい/そしてそのえいがおんがく）は、布袋寅泰の2作目のサウンドトラック。

## 解説
本作は布袋寅泰と豊川悦司の主演による映画「新・仁義なき戦い。」のオリジナルサウンドトラックアルバムである。
音楽は全編布袋寅泰が担当した。
ブックレットには布袋寅泰、豊川悦司、監督の阪本順治によるライナーノーツが収録されている。
この映画の主題歌である「BORN TO BE FREE」は2001年1月1日にシングル・カットされた。
「新・仁義なき戦いのテーマ」は後にクエンティン・タランティーノが映画を見て本作の新テーマ曲を大変気に入り、彼の監督映画『キル・ビル』のメインテーマに「BATTLE WITHOUT HONOR OR HUMANITY」というタイトルで採用されることとなった。これを機に世界の各放送媒体、イベント等で使用されるようになり、本曲の知名度は大きく上がることとなる。

## リリース
2000年11月29日に東芝EMIのイーストワールドレーベルよりリリースされた。
アルバム『fetish』と同時発売。

## 収録曲
| 全編曲: 布袋寅泰。 |                                      |           |                      |       |
| #                  | タイトル                             | 作詞      | 作曲                 | 時間  |
| 1.                 | 「仁義なき戦いのテーマ」             | -         | 津島利章             | 1:57  |
| 2.                 | 「新・仁義なき戦いのテーマ」         | -         | 布袋寅泰             | 2:28  |
| 3.                 | 「男の背中」                         | -         | 布袋寅泰             | 0:46  |
| 4.                 | 「運命の再会」                       | -         | 布袋寅泰             | 1:10  |
| 5.                 | 「黒の予感」                         | -         | 布袋寅泰             | 2:15  |
| 6.                 | 「忘れられない過去」                 | -         | 布袋寅泰             | 1:22  |
| 7.                 | 「陰謀」                             | -         | 布袋寅泰・SIMON HALE | 3:25  |
| 8.                 | 「オトシマエ」                       | -         | 布袋寅泰             | 2:34  |
| 9.                 | 「混乱」                             | -         | 布袋寅泰             | 0:52  |
| 10.                | 「復讐という名の仁義」               | -         | 布袋寅泰             | 1:39  |
| 11.                | 「危機」                             | -         | 布袋寅泰             | 1:58  |
| 12.                | 「○○○の世の中」                      | -         | 布袋寅泰             | 2:31  |
| 13.                | 「最愛の友」                         | -         | 布袋寅泰             | 3:46  |
| 14.                | 「永遠の別れ」                       | -         | 布袋寅泰             | 0:53  |
| 15.                | 「仁義なき戦い/愛のテーマ」          | -         | 布袋寅泰             | 1:33  |
| 16.                | 「BORN TO BE FREE [劇場版]」         | 布袋寅泰  | 布袋寅泰             | 3:41  |
| 17.                | 「新・仁義なき戦いのテーマ/REPRISE」 | -         | 布袋寅泰             | 2:25  |
| 18.                | 「BORN TO BE FREE」                  | 布袋寅泰  | 布袋寅泰             | 5:24  |
| 合計時間:          | 合計時間:                            | 合計時間: | 合計時間:            | 40:39 |